# Jiang Wenwen
Jiang Wenwen (em chinês:  姜 吻吻; Binzhou, 23 de novembro de 1986) é uma ciclista olímpica chinesa. Wenwen representou o seu país durante os Jogos Olímpicos de Verão de 2012 na prova de perseguição por equipes, em Londres.